# Emirat de Nasarawa
L'emirat de Nasarawa, també escrit com Nassarawa, fou un estat històric i avui dia un emirat tradicional de Nigèria, a l'estat de Nassarawa.
Nasarawa va ser fundada aproximadament el 1838 al territori tribal dels afo o afao, per Umaru, un oficial dissident de la propera ciutat de Keffi, com a seu del nou emirat de Nassarawa. Umaru va ampliar el seu domini per la conquesta de territori veí i va fer de Nassarawa un estat vassall de Zaria (282 quilòmetres al nord). Un dels seus successors, Muhammadu (1978-1922), va ampliar l'emirat per diverses conquestes i, el 1900, va ser un dels primers emirs a jurar lleialtat a Gran Bretanya. El 1976 va passar a formar part de l'estat de Plateau; el 1996, es va convertir en part de l'estat de Nassarawa.

## Emirs (Sarkin Kwotto)
- 1838 - 1858 Umaru Makama Dogo dan `Usman Rababawa
- 1858 - 1878 Ahmadu I dan `Umaru
- 1878 Muhamman Sani dan `Umaru
- 1878 - 1922 Muhammadu I dan `Umaru
- 1922 Ahmadu II dan Ahmadu
- 1922 - 1926 Muhammadu II dan Ahmadu
- 1926 - 1941 Usman dan Ahmadu
- 1941 - 1960 Umaru dan Muhammadu
- 1960 - 1992? Jibrin dan Muhammadu
- 1992 - 2004 Ibrahim Ramalan Abubakar
- 2004 - Hassan Ahmadu III